# El Paraíso (El Paraíso)
El Paraíso ist eine Stadt und eine Gemeinde in Honduras. Sie befindet sich im Departamento El Paraíso. 2013 lebten in der Stadt 24.384 Einwohner und die Gemeinde hatte eine Einwohnerzahl von 44.770. Die Stadt liegt nahe der Grenze zu Nicaragua.

## Wirtschaft
In der territorialen politischen Einteilung von 1889 war sie eine Gemeinde des Kreises Danlí. Im Jahr 1930 wurde El Paraíso in die Kategorie einer Villa erhoben. Seit dem Jahr 15. Mai 1959 ist sie eine Stadt.